# São Remo

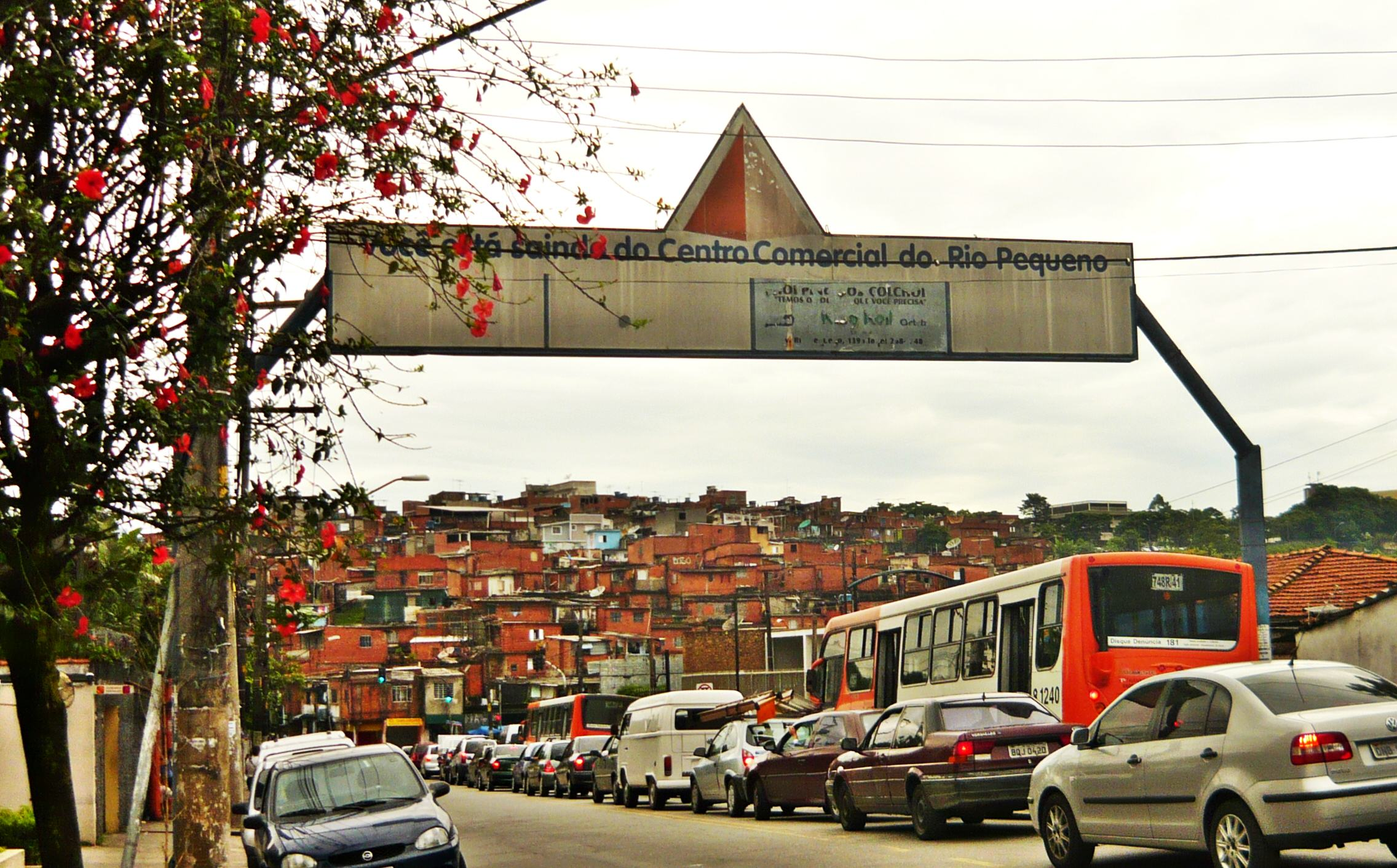
Vista da Av. Rio Pequeno da favela São Remo

São Remo é uma favela da zona oeste do município de São Paulo, localizada em um terreno invadido há 40 anos ao lado da Cidade Universitária Armando Salles de Oliveira, o principal campus da Universidade de São Paulo (USP). O assentamento informal fica no distrito do Butantã, na divisa com Rio Pequeno, e tem cerca de 2,3 mil casebres, ocupados por 6 mil pessoas.
A comunidade São Remo tem suas origens na entre as décadas de 1960 e 1970, quando diversos trabalhadores migraram do Nordeste brasileiro com suas famílias para trabalhar na construção das faculdades da USP. Após a construção das faculdades, os trabalhadores permaneceram nos alojamentos criados pela empresa que administrava as obras. Estes alojamentos se tornaram o embrião do que hoje é a favela.
Grande parte dos moradores trabalha na universidade, tanto como funcionários efetivos quanto como terceirizados. Desde meados dos anos 1990, a USP desenvolve vários projetos de atendimento à comunidade, como iniciativas e projetos de urbanização. Em 2019, o Instituto de Estudos Avançados da Universidade de São Paulo iniciou um recenseamento na comunidade, visando levantar informações mais precisas sobre as características do bairro e dos seus moradores. Além de São Remo, o Jardim Keralux e a Vila Guaraciaba, localizados próximos ao Campus Leste da Universidade, também passaram pelo censo.
A comunidade ainda apresenta diversos problemas estruturais, como falta de saneamento básico adequado, manutenção de ruas e vielas, iluminação pública, ausência de equipamentos sociais, como creches, escolas, hospitais, além de não contar com patrulhamento policial frequente. Casos de violência urbana, além de narcotráfico, também são registrados na favela.